# Plectrohyla chryses
Plectrohyla chryses är en groddjursart som först beskrevs av Adler 1965.  Plectrohyla chryses ingår i släktet Plectrohyla och familjen lövgrodor. IUCN kategoriserar arten globalt som akut hotad. Inga underarter finns listade i Catalogue of Life.